# Leptodontium
Leptodontium là một chi rêu trong họ Pottiaceae.